# Oregonichthys crameri
Oregonichthys crameri és una espècie de peix cipriniforme de la família dels ciprínids que es troba a les conques dels rius Willamette i Umpqua (Oregon, Estats Units). Els mascles poden assolir 7 cm de longitud total. És un peix d'aigua dolça i de clima temperat.